# Farkas-völgy

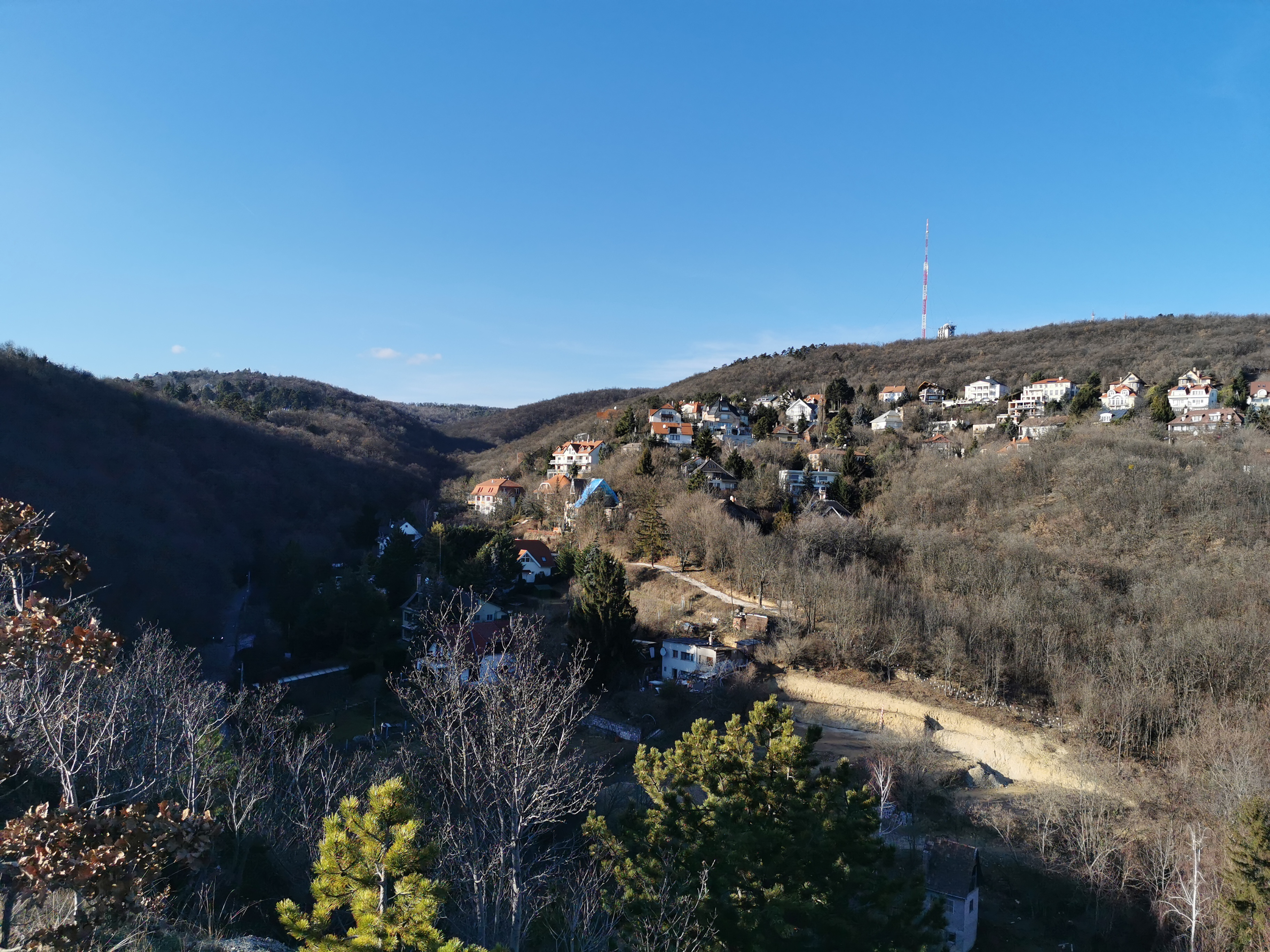
A Farkas-völgy az Ördög-oromról nézve, balra Csillebérc, a jobb oldalon pedig a Széchenyi-hegy és a Táboros-hegy magasodik

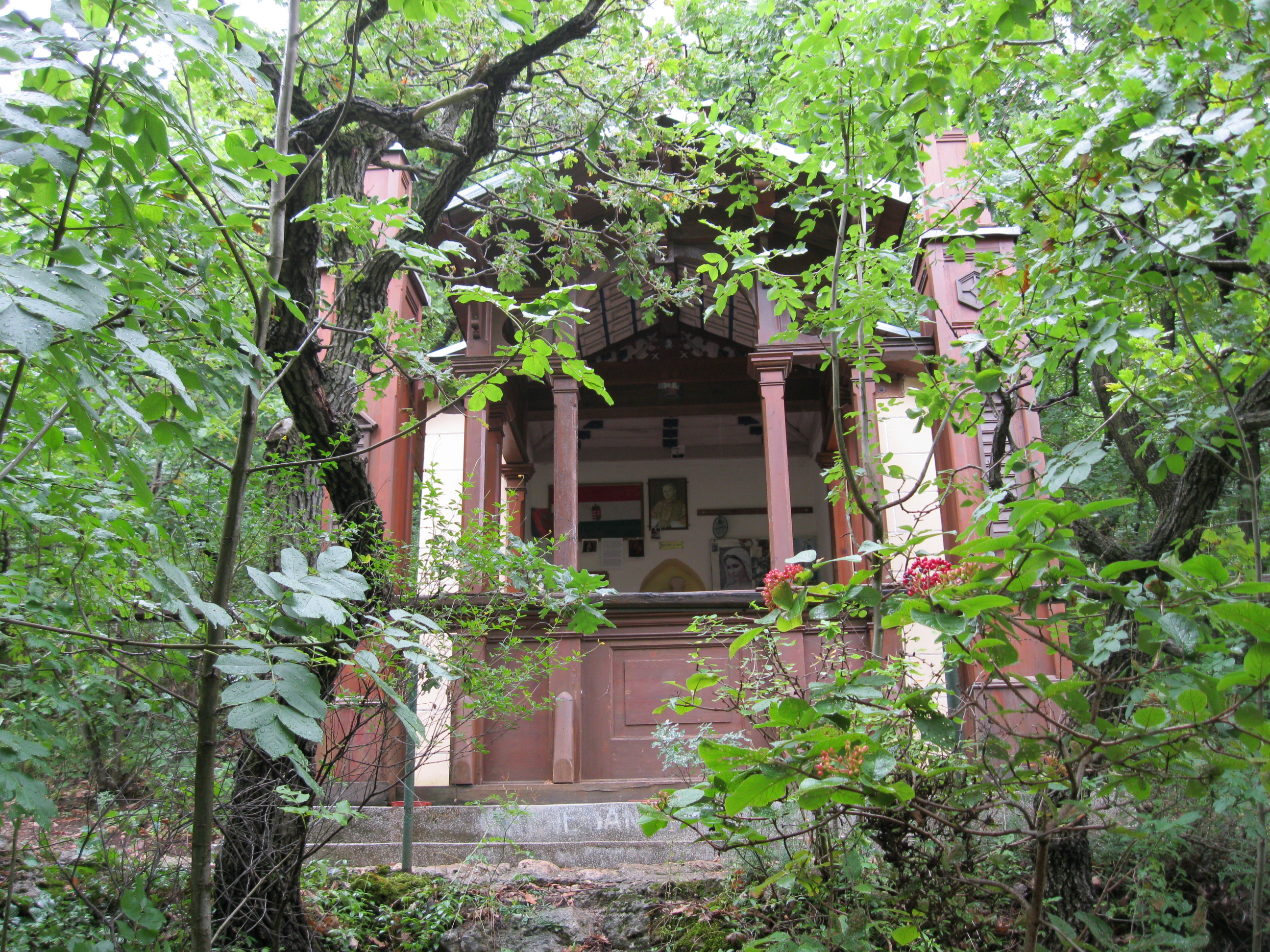
A Farkas-völgyben lévő Úti Madonna kápolna

A Farkas-völgy Budapest XII. kerületében található mély szárazvölgy a Széchenyi-hegy és a Csillebérc melletti Magasút között. Mélyen bevágódik a Széchenyi-hegy fennsíkjának déli vonulataiba, fel egészen a gyermekvasút Normafa megállójáig.

## Leírása
Főként északnyugat-délkeleti irányú szerkezeti vonalak mentén alakult ki.
Felső részén az Ördög-orom felőli déli és a Széchenyi-hegy - Táboros-hegy vonulat felüli északi lejtője meredek, az előbbi majdnem függőleges, dolomitsziklás és kopár. A Farkasréti temetőtől már szélesebb és laposabb a formája, majd a Sasadi-dűlő délnyugati oldalán, ami a családi házas beépülés előtt szőlőkkel és gyümölcsösökkel volt beültetve, lefut és a Kelenföld vasútállomásnál ér le a Kelenföld-Albertfalva lapályra. Két érdekes mellékága van: a Farkas-hasadék és a Farkas-árok.
A Széchenyi-hegy felőli, északnyugati oldalában nyílik a Farkasvölgyi-sziklaüreg. Itt található – ugyancsak a Széchenyi-hegy lejtőjén – az 1998-ban felújított Úti Madonna kápolna.
A Farkas-völgy felső részébe benyúlik a Csillebérci üdülőtelep, más néven Magasút. Ettől feljebb, a telep és a Felső-rétek között hozták létre a vadregényes és csendes Erdőtörvény-ligetet. Ez a sétányokkal behálózott terület a Konkoly-Thege útig terjed. A völgyet keresztezi a zöld háromszög jelzésű turistaút.

## Érdekesség
Nevét a sokáig a völgy mélyén élő farkasokról kapta. Jókai Mór elbeszélése szerint a 19. század derekán még sasok is fészkeltek benne. A Farkas-völgy a színhelye Szerelem bolondjai című regényének. A völgy aljában a Törökbálinti útról Magasútra felvezető Edvi Illés út mentén, az Ördög-oromi kőfejtővel szemben működött a legendás Ördögorom Csárda.